# Torre de la Dehesilla (Alcalá la Real)
La Torre de la Dehesilla es troba en el municipi d'Alcalá la Real, província de Jaén (Espanya).

## Descripció
És una torre de vigilància o talaia la tipologia de la qual respon a les mateixes característiques de les torres que circumden a la fortalesa de la Mota, de planta circular amb un perímetre de 14,70 metres. L'exterior de la torre apareix ben cuidat, amb aparell regular i carreus quadrangulars. El farciment de la base és de pedres i guix. La porta d'entrada apareix en la part superior de la torre a la qual s'accedia per una estructura de fusta que formaria una escala de caragol des de la base fins a la porta d'entrada. La zona superior de la torre estava coronada per un balcó que circumda la mateixa, en perfecte estat de conservació. Es podien albirar a més de la fortalesa de la Mota, la Torre del Cascante, la de La Moraleja i la Torre del Norte.